# Zierliche Wasserlinse
Die Zierliche Wasserlinse (Lemna minuta) ist die kleinste Art der Pflanzengattung Wasserlinsen (Lemna) innerhalb der Familie der Aronstabgewächse (Araceae). Das ursprüngliche Verbreitungsgebiet ist ungeklärt; sie ist in vielen Teilen der Welt ein Neophyt, beispielsweise in Deutschland.

## Beschreibung

### Vegetative Merkmale
Lemna minuta ist eine winzige krautige Pflanze. Sie variiert in ihrer Form je nach Wachstumsbedingungen. Im Schatten beschränkt sich die Form auf ein einziges grünes, lichtdurchlässiges, ovales Blatt von nicht mehr als 2,5 Millimetern Länge. Bei vollem Sonnenlicht wächst sie in der Regel mit paarweiser symmetrischer Blattausbildung. Entlang der Mittellinie zeigt sich ein Grat, der die Wasserlinse dachförmig erscheinen lässt. Lemna bildet eine zentrale Wurzel aus mit 0,2 bis 1,5 Zentimetern Länge.
Sprossglieder: 0,8 bis höchstens 4 Millimeter lang, ein- bis zweimal so lang wie breit.

### Generative Merkmale
Lemna minuta produziert in Mitteleuropa selten einen Blütenstand. Falls dies doch der Fall ist, reicht die Blütezeit von Mai bis September.
Männliche Blüten: 2, mikroskopisch klein, jede nur mit einem Staubblatt, Kelch- und Kronblätter fehlend
Weibliche Blüte: 1, mikroskopisch klein, Kelch- und Kronblätter fehlen, Griffel: 1
Blütenformel:
♂ * P0 A1 G0
♀ * P0 A0 G1
Die einsamige, achänenartige Frucht besitzt 12 bis 15 Längsrippen. Der Samen ist 0,6 bis 1 Millimeter groß.

## Ökologie
Die Bestäubung erfolgt in Mitteleuropa durch Wasserspinnen und Wasserläufer.

## Verbreitung
Lemna minuta ist in Teilen Amerikas beheimatet und in Japan und Europa eingebürgert; das genaue native Verbreitungsgebiet ist nicht bekannt. Lemna minuta hat sich in Europa weit verbreitet, in Deutschland wurde sie 1973 erstmalig beschrieben. In mehreren Ländern gilt sie als „invasive Pflanzenart“, beispielsweise in Belgien.

## Standortbedingungen in Mitteleuropa

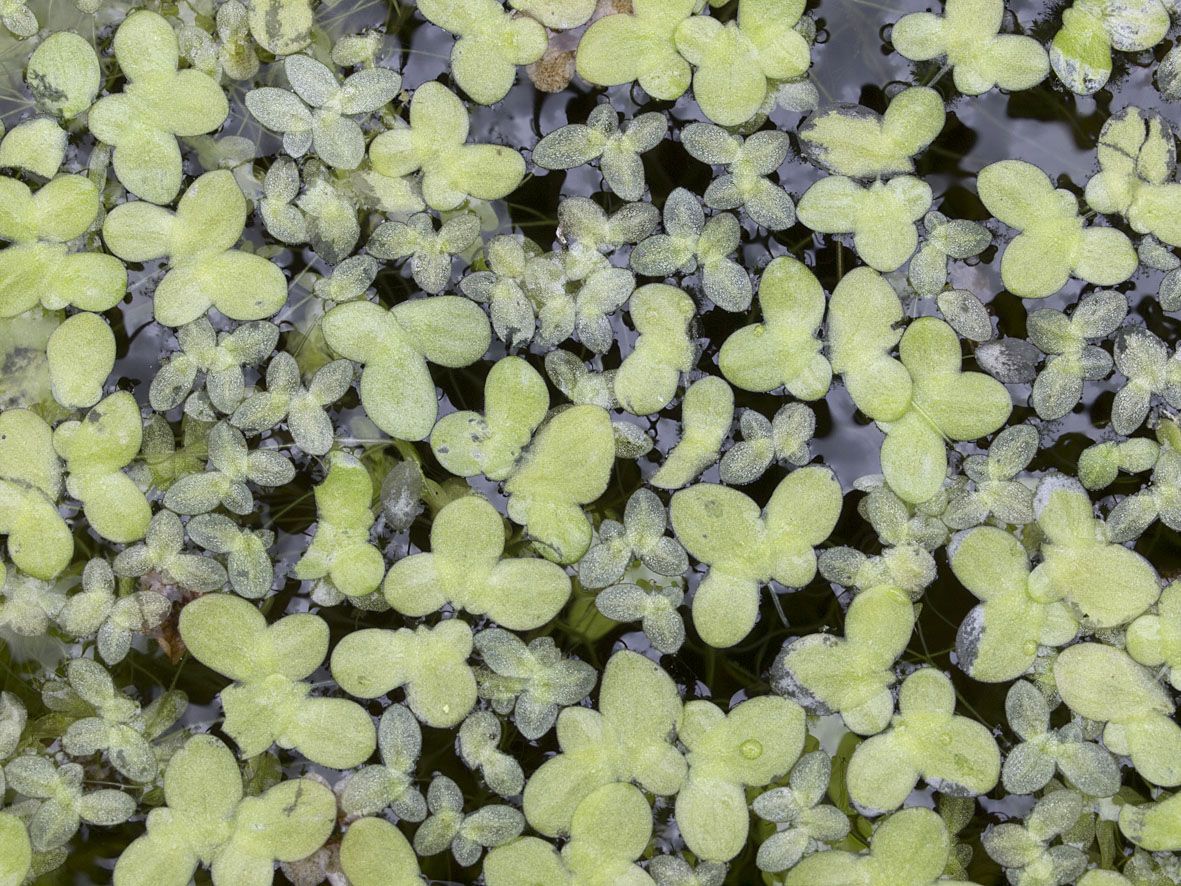
Gemischter Bestand von Lemna minor (große Blätter) und Lemna minuta (kleine Blätter, transparenter)

Die Zierliche Wasserlinse wächst in langsam laufenden, ruhigen und stehenden Süßwasserlebensräumen (Teiche, Tümpel, kleine Seen, langsame Fließgewässer). Sie beeinflusst die Ökologie ihres besiedelten Habitats, indem sie auf der Wasseroberfläche durch Massenproduktion Matten bildet, die das Eindringen von Sonnenlicht und den Sauerstoffaustausch reduzieren.